# Blutonium Boy
Blutonium Boy − pseudonim artystyczny Dirka Adamiaka, niemieckiego DJ-a i producenta muzyki hardstyle.

## Kariera
Dirk Adamiak rozpoczął karierę DJ-a w 1988 roku pod pseudonimem Session One, grywając muzykę trance oraz hard trance w niewielkich klubach. Pierwszy duży sukces przyniósł mu wydany w 1997 roku singiel "In My Dreams Fantasy". Inne jego single to "Be In My Dream" (1998), "Ocean Of Emotion" (2000), "No Gravity" (2001), "Journey Through The Time" (2001), "In My Dreams Fantasy 2003" (2002), "In The Way" (2003), "Forever" (2004).
Karierę pod pseudonimem Blutonium Boy rozpoczął w 2002 roku, wydając singiel "Brainshooter". W tym samym roku rozpoczął współpracę z DJ Neo, z którym rok później wydał singiel "Hardstyle nation". Wspólnie zaistnieli na niemieckiej scenie hardstyle. W styczniu 2008 roku dzięki wytwórni ZYX music wydał swój pierwszy album − "Blutonium Boy − Hardstyle Dimension", z którego pochodzą utwory "Sound like this" oraz "Euphobia". 
W 1996 roku Dirk Adamiak założył swoją własną wytwórnię płytową Blutonium Records, wydającą głównie muzykę z gatunku hardstyle i trance. 2 września 2009 roku Dirk Adamiak postanowił zakończyć karierę DJ-a i razem z żoną i córką wyjechali do Portugalii.

## Dyskografia Blutonium boy

### Albumy
- (2008) "Hardstyle Dimension"

### Single
- (2002) "Brainshooter"
- (2002) "Trancin' Your Mind"
- (2002) "Go Burn A Fatty Ass"
- (2003) "Make It Loud"
- (2003) "Follow Me"
- (2003) "Paranoid"
- (2003) "Hardstyle Instructor"
- (2004) "Hardsytle Instructor part2"
- (2004) "Hard Creation"
- (2004) "Floorkilla"
- (2004) "Bullshit"
- (2004) "Legalize"
- (2005) "Make It Louder"
- (2005) "Alarma"
- (2005) "Acid & Bass"
- (2005) "Hardstyle And Acid"
- (2006) "Acid Over Sydney"
- (2006) "Back"
- (2006) "Hardstyle Rockers"
- (2006) "Supreme"
- (2006) "To The Bassline"
- (2006) "Inferno"
- (2006) "In Touch With Tomorrow"
- (2006) "Kick This M.F."
- (2007) "Dark Angel"
- (2007) "Hardstyle Instructor Returns"
- (2007) "Blackout"
- (2007) "Fear"
- (2007) "This Is My Floor"
- (2008) "Hardstyle Superstar"
- (2008) "EBeat"
- (2008) "Sound Like This"
- (2008) "Euphobia"
- (2009) "Play This Song PTS"

#### Single tworzone razem zDJ Neo
- (2002) "Blutonium Boy vs. DJ Neo - Higher Level"
- (2003) "Hardstyle Nation"
- (2004) "Turbodüse"
- (2005) "Rockin"
- (2005) "Hardstyle Instructor Part 3"

### Kompilacje
- (2005) "Blutonium Boy / Technoboy - Blutonium Presents Hardstyle Vol. 7"

## Dyskografia One Session

### Single
- (1997) "Dreams In My Fantasy"
- (1998) "Terminate The Brain"
- (1998) "Talking About Sex"
- (2000) "Ocean Of Emotion"
- (2000) "I Need Your Love"
- (2000) "Be In My Dream"
- (2001) "All Your Bass"
- (2001) "Journey Through The Time"
- (2001) "No Gravity"
- (2001) "Future Shock"
- (2001) "Trip To Africa"
- (2002) "Higher Level"
- (2002) "Dreams In My Fantasy 2003"
- (2003) "Can You Hear Me?"
- (2003) "In The Way"
- (2004) "Why Can't We"
- (2004) "Forever"
- (2004) "Set Me Free"